# Mount Ayliff
Mount Ayliff è un centro abitato del Sudafrica, situato nella Provincia del Capo Orientale.